# Ippolito II. d'Este
Ippolito II. kardinal d'Este, italijanski rimskokatoliški duhovnik, škof in kardinal, * 25. august 1509, Ferrara, † 2. december 1572, Roma. 

## Življenjepis
20. maja 1519 (pri desetih letih) je bil imenovan za nadškofa Milana; s tega položaja je odstopil 19. marca 1550.
20. decembra 1538 je bil povzdignjen v kardinala.
19. marca 1550 je bil imenovan za nadškofa Novare; odstopil je 18. novembra 1551.